# Gare de Chahbounia
La gare de Chahbounia est une gare ferroviaire algérienne située sur le territoire de la commune de Chahbounia, dans la wilaya de Médéa.

## Situation ferroviaire
Établie à une altitude de 663 m, la gare est située au point kilométrique (PK) 86 de la ligne de Tissemsilt à M'Sila, où elle est précédée de la gare de Sidi Ladjel et suivie de celle de Boughezoul.
| \| Boughezoul Chahbounia Médéa \| Localisation de la gare de Chahbounia dans la wilaya de Médéa. |
| Boughezoul Chahbounia Médéa                                                                      |

## Histoire
La gare est mise en service le 26 décembre 2022 lors de l'inauguration de la ligne de Tissemsilt à M'Sila.

## Service des voyageurs

### Desserte
La gare de Chahbounia est desservie par les trains régionaux de la liaison Bordj Bou Arreridj - Tissemsilt,.